# Louis Brody
Bebe Mpessa, más conocido como Louis Brody, (15 de febrero de 1892 – 11 de febrero de 1952) fue un actor de cine, músico y luchador alemán nacido en Camerún.
Brody nació como Ludwig M'bebe Mpessa en Douala, en la colonia alemana de Kamerun, actual Camerún. Su carrera comenzó en la década de 1910 después de que se mudó a Alemania y duró ininterrumpidamente durante todo el régimen nazi hasta su muerte en 1952. 
Se le atribuye la producción de la obra de teatro de 1930 Sonnenaufgang im Morgenland (Amanecer en Oriente), en la cual se buscaba llamar la atención sobre las imágenes estereotipadas de África. Fue estrenada en diciembre de 1930 en el Kleims-Ballroom en el barrio berlinense de Neukölln. La puesta incluyó a varios miembros de la población negra de la ciudad y una banda de jazz en vivo.
Brody participó también en el trabajo político a favor de los afroalemanes como parte de la Organización de Ayuda Africana, establecida por y para los afroalemanes que viven en Alemania. En 1938 se casó con una mujer de Danzig. Su carrera se mantuvo exitosa durante la Alemania nazi.

## Filmografía
- Das Gesetz der Mine (1915) como el africano (debut cinematográfico)
- La amante del mundo (1919) como Mallkalle el curandero / Simba el sirviente chino
- La daga de Malaya (1919) como Jack Johnson
- Genuine (1920) como el malayo
- Destiny (1921) como el moro
- La Perla de Oriente (1921) como sirviente del Rajá
- La conspiración en Génova (1921) como Mulay Hassan
- El secreto de Bombay (1921)
- La corriente envenenada (1921)
- El hombre sin nombre (1921)
- El secreto de Santa María (1921)
- Lujuria por la vida (1922) como Jimmy
- Das Spielzeug einer Tänzerin (1923) como Brutus
- The Pleasure Garden (1925) como gerente de la plantación (sin acreditar)
- La novia del boxeador (1926) como Fighting Bob
- Una vez tuve un camarada (1926)
- The Armored Vault (1926) como chófer
- La gran duquesa (1926)
- Mata Hari (1927)
- Death Drive for the World Record (1929) como sirviente de Salto King
- Calais-Dover (1931)
- No más amor (1931) como el cocinero
- Narcóticos (1932)
- Peter Voss, ladrón de millones (1932)
- El demonio blanco (1932) como el conserje del teatro
- Hard Luck Mary (1934) como el hombre negro
- Los jinetes del África Oriental Alemana (1934) como Hamissi
- Pilares de la sociedad (1935)
- La Habanera (1937)
- El misterio de Betty Bonn (1938) como Seaman Higgins
- Sargento Berry (1938) como compañero de cuarto de Berrys
- Agua para Canitoga (1939) como Johnny
- Jud Süß (1940) como doméstico del duque
- Adiós, Franziska (1941) como el portero del hotel
- Carl Peters (1941) como jefe tribal de África Oriental
- Ohm Kruger (1941) como Lobenguela
- Vom Schicksal verweht (1942)
- Doctor Crippen (1942) como Pedro
- Münchhausen (1943) como sirviente de Abd al-Hamid (sin acreditar)
- de (1943) como el rey Wapunga
- Kolberg (1945) como un soldado francés negro (sin acreditar)
- Quax en África (1947)
- Noches en el Nilo (1949) como egipcio
- La chica de la selva negra (1950) como invitada a la fiesta (sin acreditar)
- El último año (1951)